# Gnomidolon ignicolor
Gnomidolon ignicolor es una especie de escarabajo longicornio del género Gnomidolon, categorizada en la tribu Hexoplonini, de la subfamilia Cerambycinae. Fue descrita por Napp & Martins en 1985.

## Descripción
Mide 7,2-8,3 mm de longitud.

## Distribución
Se distribuye por Brasil.